# هرمان فرنر سيمنز
هرمان فرنر سيمنز (بالألمانية: Hermann Werner Siemens) كان طبيب أمراض جلدية ألماني، ولد في 20 أغسطس 1891 في تشارلوتنبرغ وتوفي في 21 ديسمبر 1969 في لايدن.
يشتهر بأنه وصف الكثير من الأمراض الجلدية وأحد مبتكري الدراسة التوأمية.
درس سيمنز في جامعتي برلين وميونخ وحصل على شهادة الدكتوراه في عام 1918. شغل منصب رئيس قسم طب الجلد في جامعة لايدن في هولندا في عام 1929.

## الأمراض التي تحمل اسمه
- متلازمة كريست سيمنز تورين (خلل التنسج الأديمي الظاهر ناقص التعرق)
- متلازمة هالوبو سيمنز (انحلال البشرة الفقاعي الحثلي المتنحي)
- سماك سيمنز الفقاعي
- متلازمة سيمنز الأولى (تقران جريبي شوكي صالع)
- متلازمة بلوخ سيمنز (سلس الصباغ)